# Нам с тобой
«Нам с тобой» — песня советской рок-группы «Кино», впервые вышедшая в январе 1991 года в «Чёрном альбоме». Написана Виктором Цоем и аранжирована музыкантами группы «Кино».

## История написания и исполнений
Песня была написана весной 1990 года, хотя отдельные наброски текста существовали ещё в конце 1989 года. На кассете, сохранившейся у Натальи Разлоговой, уцелела акустическая версия этой песни, записанная Виктором Цоем в Москве. Есть версия, что песня посвящена именно ей.
Черновая запись произведения была сделана Виктором Цоем и Юрием Каспаряном в латвийском посёлке Плиеньциемс, где Цой проводил своё последнее лето. Черновая демо-версия песни, записанная в Плиеньциемсе, вошла в альбом «Последние записи», выпущенный лейблом Moroz Records в 2002 году. Песня ни разу не исполнялась на концертах группы «Кино».
В 2017 году свой вариант песни «Нам с тобой» представила группа «Кукрыниксы», в которой принял участие гитарист группы «Кино», Юрий Каспарян. Релиз композиции «Нам с тобой» был приурочен к 55-летию со дня рождения Виктора Цоя. Кроме того, это был последний трек, записанный группой в студии перед объявлением о её грядущем распаде. Каспарян вышел на сцену с коллективом в Санкт-Петербурге (3 июня 2017 года) и Окуловке (21 июня 2017 года) для концертного исполнения этой песни.
В интернете студийная запись композиции была опубликована 20 августа того же года. По поводу совместных выступлений Алексей Горшенёв сказал: «С точки зрения памяти, во-вторых, с точки зрения участия в нашем выступлении Юрия, у нас появилась такая увеличенная серьёзность. Знаете, как это было? Юра говорит: „делаем так“. И мы начали играть так. У нас раньше и песня „Печаль“ была сделана немного по-своему, в нашем варианте. Но он сказал: „играем вот так“. Ну, окей. А ещё мы сделали нашу тему на песню „Нам с тобой“. Каспарян сказал: „Годится“. Строгий такой человек».

## Участники записи
- Виктор Цой — вокал, ритм-гитара
- Юрий Каспарян — соло-гитара, клавишные
- Игорь Тихомиров — бас-гитара
- Георгий Гурьянов — барабаны